# Otto Fiedler (Politiker, 1927)
Otto Fiedler (* 23. April 1927 in Nieder-Ebersdorf, Tschechoslowakei) ist ein deutscher Landwirt. Er war von 1963 bis 1990 Volkskammerabgeordneter der Blockpartei DBD. Als langjähriger Direktor eines Geflügelzuchtbetriebes in Altglienicke war er bis zur Betriebsauflösung für die Versorgung der Hauptstadt der DDR mit den sogenannten Broilern mitverantwortlich.

## Leben
Fiedler wurde 1927 im deutschböhmischen Nieder-Ebersdorf in der Tschechoslowakei als Sohn eines Landwirts geboren. Nachdem er zwischen 1933 und 1941 zunächst die Volksschule und dann die Mittelschule besucht hatte, absolvierte er anschließend bis 1943 zunächst eine kaufmännische Lehre. Daran schloss sich bis ins Jahr 1945 noch eine landwirtschaftliche Lehre an. Kurz vor Kriegsende wurde Fiedler noch zum Kriegsdienst eingezogen und verbrachte danach einige Zeit in Kriegsgefangenschaft. 
Spätestens 1946 musste Fiedler als Deutscher im Rahmen der auf die Beneš-Dekrete folgende Vertreibung der Deutschen aus der Tschechoslowakei seine Heimat verlassen. Er fand zunächst im benachbarten Sachsen Unterkunft und Anstellung. Zwischen 1950 und 1952 arbeitete Fiedler als Sachbearbeiter in der BHG Meißen. Er trat dabei 1950 in die FDJ ein, 1951 wurde er wegen seiner landwirtschaftlichen Herkunft Mitglied der DBD. 1952 zog Fiedler in den Raum Berlin, wo er am damaligen VEG Altglienicke zunächst als Referent, später als stellvertretender Betriebsleiter wirkte. 1957 wurde am Standort Rudower Straße 1–18 in Altglienicke eine Geflügelfarm des Berliner Magistrats auf einer Fläche von 17 ha eingerichtet. Als 1958 das VEG diese Farm übernahm, wurde begonnen, in eine moderne Geflügelmastanlage mit über einer Million Mark, darunter in eine Geflügelschlachtanlage, zu investieren. Fiedler begleitete von Beginn an bis 1960 als Hauptreferent diesen planmäßigen Ausbau. Dieser zunehmende Fleischerzeugungszweig war eine Antwort auf teilweise auftretende Knappheiten bei Schweinefleisch, die es ab 1958 nach dem Wegfall der Lebensmittelkarten in der DDR gab. 1960 wurde Fiedler schließlich zum Direktor des damaligen VEB Spezialbetrieb für Geflügelhaltung Altglienicke ernannt. In der Folge entwickelte sich der Altglienicker Betrieb zu einem der bedeutendsten Erzeuger der sogenannten Broiler und von Schlachtenten, die vor allem für die Versorgung der Ost-Berliner Bevölkerung bestimmt waren. Ob dieser bedeutungsvollen Leitungsfunktion wurde Fiedler 1962 zu einem Besuch der Landwirtschaftlichen Fachschule in Oranienburg-Luisenhof delegiert, die er 1964 mit dem Abschluss als staatlich geprüfter Landwirt verließ. Politisch wurde Fiedler 1961 erstmals als Stadtbezirksvertreter der DBD in die Stadtbezirksabgeordnetenversammlung von Berlin-Treptow gewählt. 1963 nominierte ihn die DBD als Berliner Vertreter zu den Volkskammerwahlen. In der Folge vertrat Fiedler seine Partei bis 1990 als Abgeordneter im DDR-Parlament, von 1967 an bis zuletzt auch in dessen Ausschuss für Land- und Forstwirtschaft. Zwischen 1981 und 1983 absolvierte Fiedler noch ein Studium an der LPG-Hochschule in Meißen, welches er als Diplomagraringenieurökonom abschloss. 
Nach der politischen Wende versuchte Fiedler, den Volkseigenen Betrieb in die Marktwirtschaft zu überführen. Die nunmehr in Altglienicker Landhähnchen GmbH umbenannte Firma mit Fiedler als Geschäftsführer wurde allerdings zum 30. Juni 1991 aufgelöst. Über seinen weiteren Lebensweg ist bisher nichts bekannt.

## Ehrungen
- 1974 Banner der Arbeit Stufe II[2]
- 1984 Vaterländischer Verdienstorden in Bronze[3]